# Dorfkirche Kehrberg

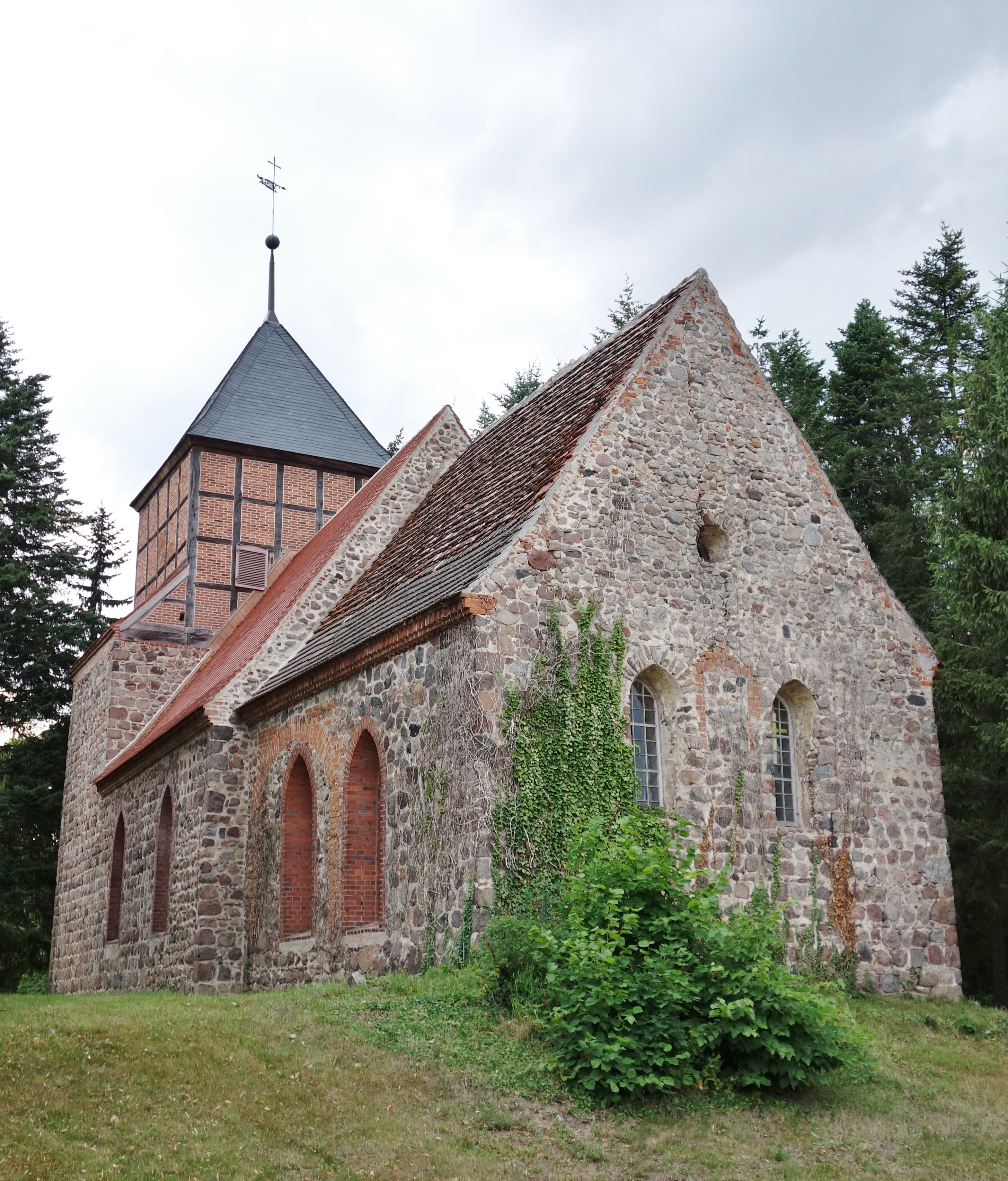
Dorfkirche Kehrberg

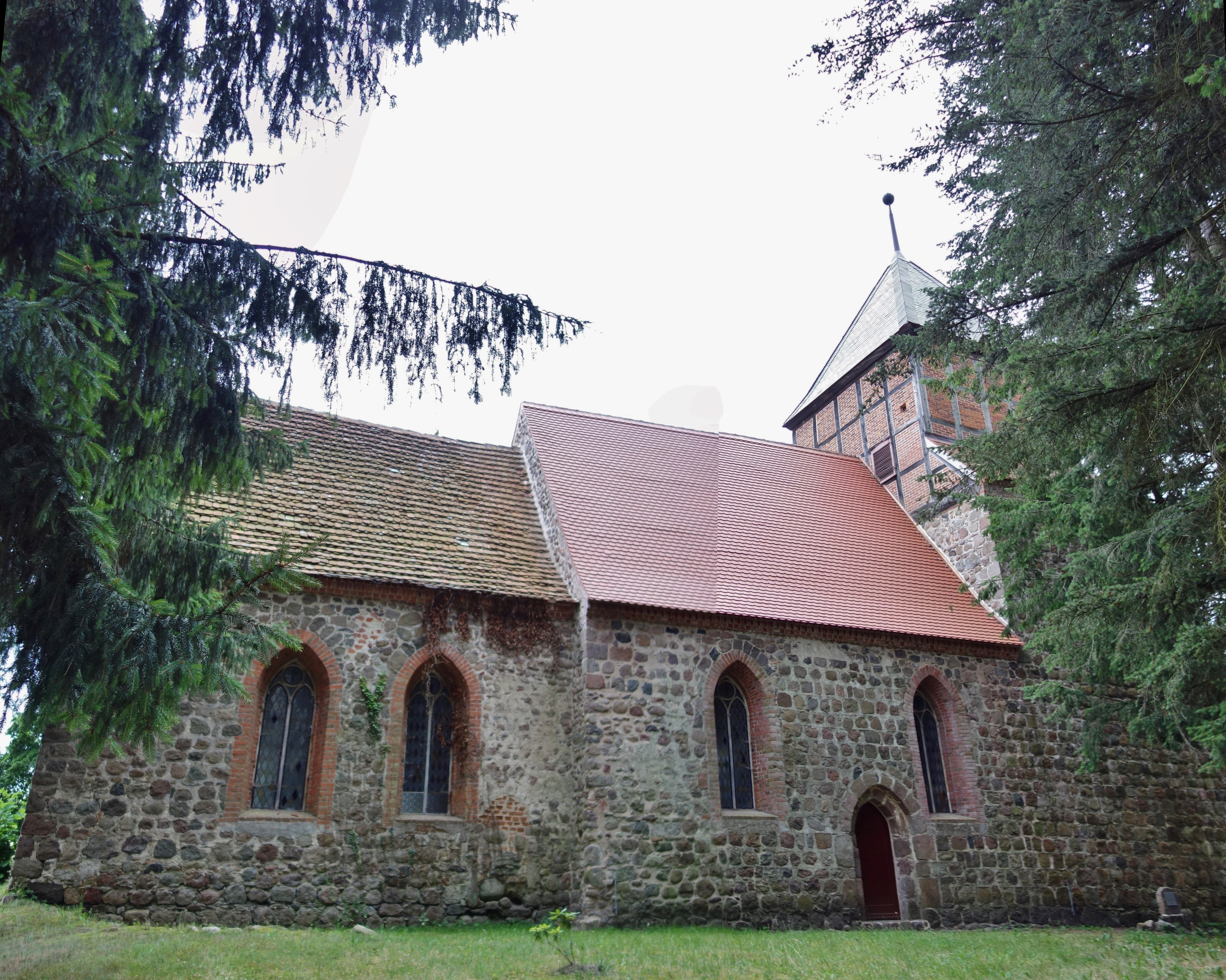
Ansicht von Nordnordost

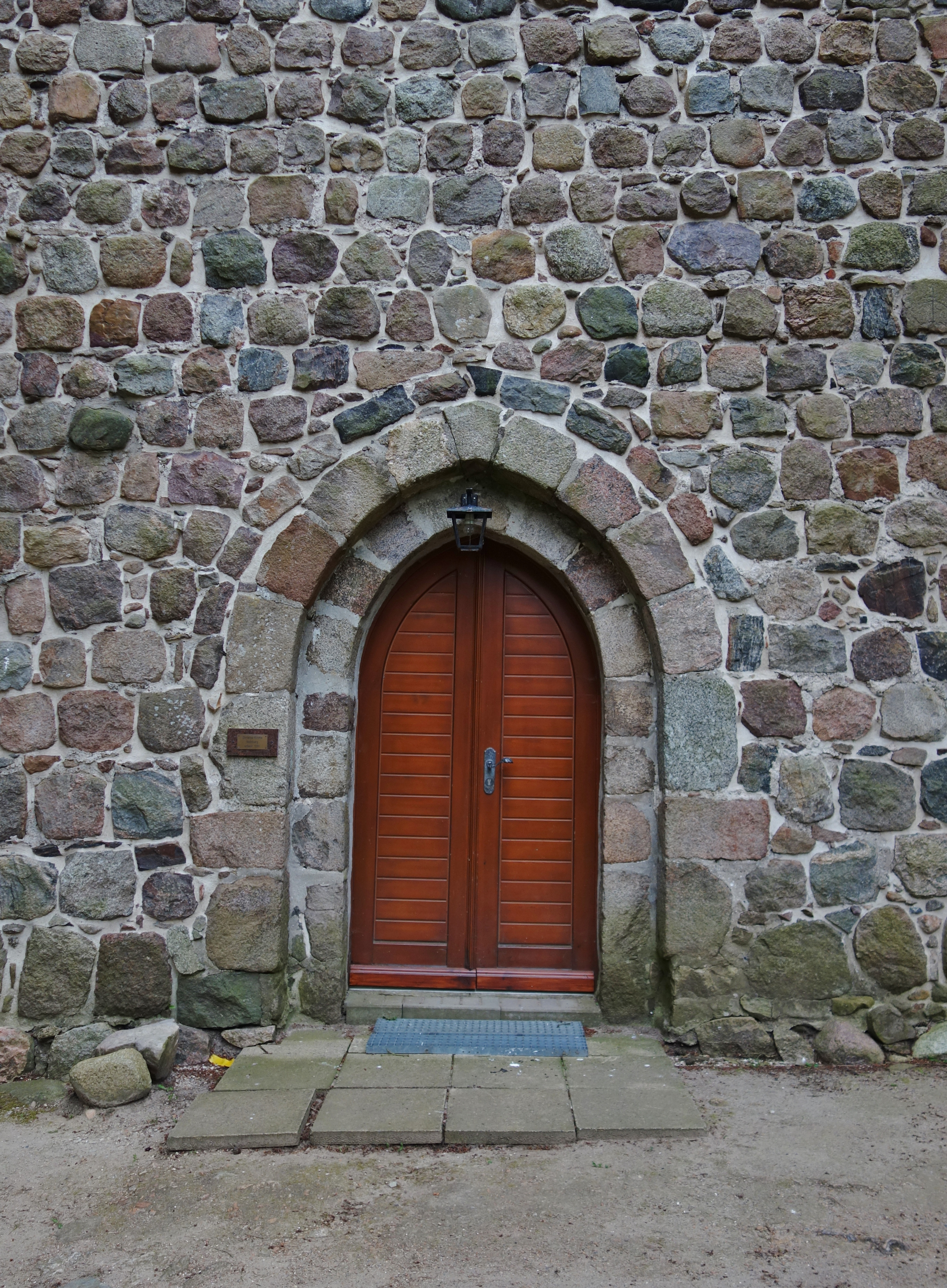
Westportal

Die evangelische Dorfkirche Kehrberg ist eine gotische Saalkirche im Ortsteil Kehrberg von Groß Pankow im Landkreis Prignitz in Brandenburg. Sie gehört zum Pfarrsprengel Lindenberg-Buchholz im Kirchenkreis Prignitz der Evangelischen Kirche Berlin-Brandenburg-schlesische Oberlausitz.

## Geschichte und Architektur
Die Kirche ist ein gut erhaltener Saalbau aus Feldsteinquadern aus der Mitte des 13. Jahrhunderts mit Westquerturm; der eingezogene Rechteckchor wurde spätgotisch erneuert. Der Fachwerkaufsatz des Turms stammt aus dem Jahr 1829. An der West- und Nordseite findet sich je ein spitzbogiges Stufenportal, das nördliche war vermauert, wurde jedoch wieder geöffnet. Die Fenster wurden im 19. Jahrhundert vergrößert; in der Westwand ist ein ursprüngliches Rundfenster erhalten. Innen ist die Kirche flachgedeckt; ein glatter spitzbogiger Triumphbogen gliedert den Raum. Die Turmhalle ist tonnengewölbt. Das Bauwerk wurde seit 2004 restauriert, wobei zunächst das schadhafte Dach und der Fachwerkaufsatz des Turms wiederhergestellt werden mussten. Bis 2020 wurden die Kirchenfenster instand gesetzt, auch Teile der Ausstattung wie der Patronatsstuhl konnten restauriert werden.

## Ausstattung
Der steil proportionierte hölzerne Kanzelaltar ist auf das Jahr 1670 datiert und zeigt in der Predella ein Gemälde des Abendmahls, am Kanzelaufgang die Verkündigung, die Anbetung der Hirten und eine Taufszene. Die einfache hölzerne barocke Taufe ist in Pokalform gestaltet. An der Südwand steht ein Patronatsstuhl von 1662 mit durchbrochenem Rankenwerk auf der Brüstung, in den Füllungen sind Allianzwappen der Familien von Winterfeld und von Hacke und Blumen aufgemalt. Ein schlichter Pastorenstuhl stammt aus dem Jahr 1679. An der Ostwand steht das Grabmal der Maria Dorothea von Alvensleben († 1697), gearbeitet 1683, die große Sandsteinplatte ist mit Inschrift und Ahnenprobe versehen (die Wappen sind heute verloren) und wird geschützt durch hohe, mit der Auferstehung Christi bemalte Türblätter. Eine Glocke wurde 1497 von Gerhard van Wou aus Kampen, dem Schöpfer der Gloriosa, gegossen. Es gelang dem damaligen Pfarrer August Eduard Mascher unter hohem persönlichem Einsatz, die Glocke im Jahr 1940 vor der Ablieferung für Kriegszwecke zu bewahren. Die Orgel ist ein Werk von Albert Hollenbach aus dem Jahr 1902.